# Raúl Ramírez (Tennisspieler)
Raúl Carlos Ramírez (* 20. Juni 1953 in Ensenada, Baja California) ist ein ehemaliger mexikanischer Tennisspieler.

## Karriere
Raúl Ramírez war sowohl im Einzel als auch, vor allem an der Seite von Brian Gottfried, im Doppel einer der besten Spieler der späten 1970er und frühen 1980er Jahre. Mit dem Gewinn von Turniertiteln im Einzel und Doppel auf allen Belägen (Sand, Teppich, Hartplatz und Rasen) stellte er außerdem seine Vielseitigkeit unter Beweis. Er gilt als der erfolgreichste mexikanische Profispieler der Open Era.
Auch im Davis Cup kann er sowohl im Einzel (22:8) als auch im Doppel (14:5) eine positive Bilanz vorweisen. Nach seiner aktiven Karriere war er von 1984 bis 1995 Kapitän der mexikanischen Davis-Cup-Mannschaft.

## Erfolge

### Einzel

#### Turniersiege
| Nr. | Jahr               | Turnier             | Belag     | Finalgegner      | Ergebnis                |
| --- | ------------------ | ------------------- | --------- | ---------------- | ----------------------- |
| 1.  | 21. Juli 1973      | Kitzbühel           | Sandplatz | Manuel Orantes   | na                      |
| 2.  | 28. Oktober 1973   | Teheran             | Hartplatz | John Newcombe    | 6:7, 6:1, 7:5, 6:3      |
| 3.  | 18. August 1974    | Columbus, Ohio      | Hartplatz | Roscoe Tanner    | 3:6, 7:6, 6:4           |
| 4.  | 9. Februar 1975    | Leningrad           | Hartplatz | Roscoe Tanner    | 6:0, 1:6, 6:2           |
| 5.  | 27. April 1975     | Charlotte           | Sandplatz | Roscoe Tanner    | 3:6, 6:4, 6:3           |
| 6.  | 2. Juni 1975       | Rom                 | Sandplatz | Manuel Orantes   | 7:6, 7:5, 7:5           |
| 7.  | 9. November 1975   | Tokio               | Sandplatz | Manuel Orantes   | 6:4, 7:5, 6:3           |
| 8.  | 14. März 1976      | Mexiko-Stadt (1)    | Sandplatz | Eddie Dibbs      | 7:6, 6:2                |
| 9.  | 4. April 1976      | Caracas             | Sandplatz | Ilie Năstase     | 6:3, 6:4                |
| 10. | 11. Juli 1976      | Gstaad              | Sandplatz | Adriano Panatta  | 7:5, 6:7, 6:1, 6:3      |
| 11. | 6. November 1976   | London              | Teppich   | Manuel Orantes   | 6:3, 6:4                |
| 12. | 18. Juni 1977      | London Queen’s Club | Rasen     | Mark Cox         | 9:7, 7:5                |
| 13. | 25. September 1977 | Los Angeles         | Hartplatz | Brian Gottfried  | 7:5, 3:6, 6:4           |
| 14. | 5. Februar 1978    | Mexiko-Stadt (2)    | Teppich   | Pat DuPré        | 6:4, 6:1                |
| 15. | 16. April 1978     | Monte Carlo         | Sandplatz | Tomáš Šmíd       | 6:3, 6:3, 6:4           |
| 16. | 20. Mai 1979       | Florenz             | Sandplatz | Karl Meiler      | 6:4, 1:6, 3:6, 7:5, 6:0 |
| 17. | 3. Februar 1980    | San Juan            | Hartplatz | Phil Dent        | 6:3, 6:2                |
| 18. | 14. Februar 1982   | Caracas             | Hartplatz | Zoltán Kuhárszky | 4:6, 7:6, 6:3           |
| 19. | 6. Februar 1983    | Caracas             | Hartplatz | Morris Strode    | 6:4, 6:2                |

#### Finalteilnahmen
| Nr. | Jahr              | Turnier        | Belag         | Finalgegner     | Ergebnis                |
| --- | ----------------- | -------------- | ------------- | --------------- | ----------------------- |
| 1.  | 27. Oktober 1974  | Teheran (1)    | Sand          | Guillermo Vilas | 0:6, 3:6, 1:6           |
| 2.  | 23. März 1975     | Caracas        | Hartplatz     | Rod Laver       | 6:73, 2:6               |
| 3.  | 21. März 1976     | Jackson        | Teppich (i)   | Ken Rosewall    | 3:6, 3:6                |
| 4.  | 26. Juli 1976     | Washington (1) | Sand          | Jimmy Connors   | 2:6, 4:6                |
| 5.  | 8. August 1976    | North Conway   | Sand          | Jimmy Connors   | 6:7, 6:4, 3:6           |
| 6.  | 10. Oktober 1976  | Teheran (2)    | Sand          | Manuel Orantes  | 6:7, 0:6, 6:2, 4:6      |
| 7.  | 10. Oktober 1976  | Wien           | Hartplatz (i) | Wojciech Fibak  | 7:6, 3:6, 4:6, 6:2, 1:6 |
| 8.  | 13. Februar 1977  | Miami          | Sand          | Eddie Dibbs     | 0:6, 3:6                |
| 9.  | 1. Mai 1977       | Las Vegas      | Hartplatz     | Jimmy Connors   | 4:6, 7:5, 2:6           |
| 10. | 26. November 1977 | Oviedo         | Teppich (i)   | Eddie Dibbs     | 4:6, 1:6                |
| 11. | 19. Februar 1978  | Palm Springs   | Hartplatz     | Roscoe Tanner   | 1:6, 6:7                |
| 12. | 19. März 1978     | Washington (2) | Teppich (i)   | Brian Gottfried | 5:7, 6:7                |
| 13. | 9. April 1978     | Rotterdam      | Teppich (i)   | Jimmy Connors   | 5:7, 5:7                |
| 14. | 18. Juni 1978     | Birmingham     | Rasen         | Jimmy Connors   | 3:6, 1:6, 2:6           |
| 15. | 18. Juni 1978     | Cincinnati     | Sand          | Eddie Dibbs     | 7:5, 3:6, 2:6           |
| 16. | 1. Oktober 1978   | Mexiko Stadt   | Teppich (i)   | Vijay Amritraj  | 4:6, 4:6                |
| 17. | 18. Mai 1980      | Florenz (1)    | Sand          | Adriano Panatta | 2:6, 6:2, 4:6           |
| 18. | 17. Mai 1981      | Florenz (2)    | Sand          | José Luis Clerc | 1:6, 2:6                |
| 19. | 17. Mai 1982      | Vina del Mar   | Sand          | Pedro Rebolledo | 4:6, 6:3, 6:7           |
| 20. | 1. August 1982    | South Orange   | Sand          | Yannick Noah    | 3:6, 6:7                |

### Doppel

#### Turniersiege
| Nr. | Datum              | Turnier              | Belag     | Partner         | Finalgegner                        | Ergebnis                |
| --- | ------------------ | -------------------- | --------- | --------------- | ---------------------------------- | ----------------------- |
| 1.  | 11. Februar 1973   | Salt Lake City       | Hartplatz | Mike Estep      | Jiří Hřebec Jan Kukal              | 6:4, 7:6                |
| 2.  | 21. Juli 1973      | Kitzbühel            | Sandplatz | Jim McManus     | José Edison Mandarino Tito Vázquez | 6:2, 6:2, 6:3           |
| 3.  | 20. Oktober 1973   | Neu-Delhi            | na        | Jim McManus     | Anand Amritraj Vijay Amritraj      | 6:2, 6:4                |
| 4.  | 17. Februar 1974   | Toronto              | Teppich   | Tony Roche      | Tom Okker Marty Riessen            | 6:3, 2:6, 6:4           |
| 5.  | 21. April 1974     | Charlotte            | Sandplatz | Buster Mottram  | Owen Davidson John Newcombe        | 6:3, 1:6, 6:3           |
| 6.  | 3. Juni 1974       | Rom (1)              | Sandplatz | Brian Gottfried | Juan Gisbert Ilie Năstase          | 6:3, 6:2, 6:3           |
| 7.  | 25. August 1974    | South Orange (1)     | Hartplatz | Brian Gottfried | Anand Amritraj Vijay Amritraj      | 7:6, 6:7, 7:6           |
| 8.  | 26. Januar 1975    | Philadelphia         | Teppich   | Brian Gottfried | Dick Stockton Erik van Dillen      | 3:6, 6:3, 7:6           |
| 9.  | 9. Februar 1975    | Leningrad            | Hartplatz | Brian Gottfried | Charlie Pasarell Roscoe Tanner     | 6:4, 6:4                |
| 10. | 23. Februar 1975   | Carlsbad             | Hartplatz | Brian Gottfried | Charlie Pasarell Roscoe Tanner     | 7:5, 6:4                |
| 11. | 30. März 1975      | Orlando              | Hartplatz | Brian Gottfried | Colin Dibley Ray Ruffels           | 6:4, 6:4                |
| 12. | 6. April 1975      | Tucson               | Hartplatz | William Brown   | Raymond Moore Dennis Ralston       | 2:6, 7:6, 6:4           |
| 13. | 4. Mai 1975        | World Doubles WCT    | Teppich   | Brian Gottfried | Mark Cox Cliff Drysdale            | 7:6, 6:7, 6:2, 7:6      |
| 14. | 11. Mai 1975       | WCT Finals           | Teppich   | Brian Gottfried | Bob Hewitt Frew McMillan           | 7:5, 6:3, 4:6, 2:6, 7:5 |
| 15. | 2. Juni 1975       | Rom (2)              | Sandplatz | Brian Gottfried | Jimmy Connors Ilie Năstase         | 6:4, 7:6, 2:6, 6:1      |
| 16. | 15. Juni 1975      | French Open (1)      | Sandplatz | Brian Gottfried | John Alexander Phil Dent           | 6:4, 2:6, 6:2, 6:4      |
| 17. | 24. August 1975    | Boston (1)           | Sandplatz | Brian Gottfried | John Andrews Mike Estep            | 4:6, 6:3, 7:6           |
| 18. | 19. Oktober 1975   | Sydney Indoor        | Hartplatz | Brian Gottfried | Ross Case Geoff Masters            | 6:4, 6:2                |
| 19. | 26. Oktober 1975   | Perth                | Hartplatz | Brian Gottfried | Ross Case Geoff Masters            | 2:6, 6:4, 6:4, 6:0      |
| 20. | 9. November 1975   | Tokio                | Sandplatz | Brian Gottfried | Juan Gisbert Manuel Orantes        | 7:6, 6:4                |
| 21. | 10. Januar 1976    | Monterrey            | Teppich   | Brian Gottfried | Ross Case Geoff Masters            | 6:2, 4:6, 6:3           |
| 22. | 8. Februar 1976    | Richmond (1)         | Teppich   | Brian Gottfried | Arthur Ashe Tom Okker              | 6:4, 7:5                |
| 23. | 22. Februar 1976   | St. Louis            | Teppich   | Brian Gottfried | John Alexander Phil Dent           | 6:4, 6:2                |
| 24. | 14. März 1976      | Mexiko-Stadt         | Sandplatz | Brian Gottfried | Ismail El Shafei Brian Fairlie     | 6:4, 7:6                |
| 25. | 21. März 1976      | Jackson              | Teppich   | Brian Gottfried | Ross Case Geoff Masters            | 7:5, 4:6, 6:0           |
| 26. | 4. April 1976      | Caracas              | Sandplatz | Brian Gottfried | Jeff Borowiak Ilie Năstase         | 7:5, 6:4                |
| 27. | 30. Mai 1976       | Rom (3)              | Sandplatz | Brian Gottfried | Geoff Masters John Newcombe        | 7:6, 5:7, 6:3, 3:6, 6:3 |
| 28. | 3. Juli 1976       | Wimbledon            | Rasen     | Brian Gottfried | Ross Case Geoff Masters            | 3:6, 6:3, 8:6, 2:6, 7:5 |
| 29. | 26. Juli 1976      | Washington D.C. (1)  | Sandplatz | Brian Gottfried | Arthur Ashe Jimmy Connors          | 6:3, 6:3                |
| 30. | 8. August 1976     | North Conway (1)     | Sand      | Brian Gottfried | Ricardo Cano Víctor Pecci          | 6:3, 6:0                |
| 31. | 15. August 1976    | Indianapolis         | Sandplatz | Brian Gottfried | Fred McNair Sherwood Stewart       | 6:2, 6:2                |
| 32. | 23. August 1976    | Montreal (1)         | Hartplatz | Bob Hewitt      | Juan Gisbert Manuel Orantes        | 6:2, 6:1                |
| 33. | 19. September 1976 | Woodland Doubles     | Hartplatz | Brian Gottfried | Phil Dent Allan Stone              | 6:1, 6:4, 5:7, 7:6      |
| 34. | 10. Oktober 1976   | Teheran              | Hartplatz | Wojciech Fibak  | Juan Gisbert Manuel Orantes        | 7:5, 6:1                |
| 35. | 17. Oktober 1976   | Madrid               | Sandplatz | Wojciech Fibak  | Bob Hewitt Frew McMillan           | 4:6, 7:5, 6:3           |
| 36. | 24. Oktober 1976   | Barcelona            | Sandplatz | Brian Gottfried | Bob Hewitt Frew McMillan           | 7:6, 6:4                |
| 37. | 13. Februar 1977   | Miami                | Sandplatz | Brian Gottfried | Paul Kronk Cliff Letcher           | 7:5, 6:4                |
| 38. | 22. Mai 1977       | Rom (4)              | Sandplatz | Brian Gottfried | Fred McNair Sherwood Stewart       | 6:7, 7:6, 7:5           |
| 39. | 5. Juni 1977       | French Open (2)      | Sandplatz | Brian Gottfried | Wojciech Fibak Jan Kodeš           | 7:6, 4:6, 6:3, 6:4      |
| 40. | 7. August 1977     | North Conway (2)     | Sand      | Brian Gottfried | Fred McNair Sherwood Stewart       | 7:5, 6:3                |
| 41. | 22. August 1977    | Montreal (2)         | Hartplatz | Bob Hewitt      | Fred McNair Sherwood Stewart       | 6:4, 3:6, 6:2           |
| 42. | 6. November 1977   | Paris Indoor         | Hartplatz | Brian Gottfried | Jeff Borowiak Roger Taylor         | 6:2, 6:0                |
| 43. | 5. März 1978       | Memphis              | Teppich   | Brian Gottfried | Phil Dent John Newcombe            | 3:6, 7:6, 6:2           |
| 44. | 9. April 1978      | Rotterdam            | Teppich   | Fred McNair     | Bob Lutz Stan Smith                | 6:2, 6:3                |
| 45. | 16. Juli 1978      | Cincinnati           | Hartplatz | Gene Mayer      | Ismail El Shafei Brian Fiarlie     | 6:3, 6:3                |
| 46. | 15. April 1979     | Monte Carlo          | Sandplatz | Ilie Năstase    | Víctor Pecci Balázs Taróczy        | 6:3, 6:4                |
| 47. | 5. Januar 1980     | World Doubles WCT    | Teppich   | Brian Gottfried | Wojciech Fibak Tom Okker           | 3:6, 6:4, 6:4, 3:6, 6:3 |
| 48. | 18. Mai 1980       | Florenz (1)          | Sandplatz | Gene Mayer      | Rod Frawley Tomáš Šmíd             | 6:3, 6:7, 7:6           |
| 49. | 14. September 1980 | Sawgrass Doubles (1) | Sandplatz | Brian Gottfried | Bob Lutz Stan Smith                | 6:3, 6:2                |
| 50. | 29. März 1981      | Mailand              | Teppich   | Brian Gottfried | John McEnroe Peter Rennert         | 7:6, 6:3                |
| 51. | 17. Mai 1981       | Florenz (2)          | Sandplatz | Pavel Složil    | Paolo Bertolucci Adriano Panatta   | 6:1, 6:4                |
| 52. | 19. Juli 1981      | Boston (2)           | Sandplatz | Pavel Složil    | Hans Gildemeister Andrés Gómez     | 6:4, 7:6                |
| 53. | 26. Juli 1981      | Washington D.C. (2)  | Sandplatz | Van Winitsky    | Pavel Složil Ferdi Taygan          | 5:7, 7:6, 7:6           |
| 54. | 16. August 1981    | Montreal (3)         | Hartplatz | Ferdi Taygan    | Peter Fleming John McEnroe         | 2:6, 7:6, 6:4           |
| 55. | 31. Januar 1982    | Viña del Mar         | Sandplatz | Manuel Orantes  | Guillermo Aubone Ángel Giménez     | na                      |
| 56. | 21. Februar 1982   | La Quinta (1)        | Hartplatz | Brian Gottfried | John Lloyd Dick Stockton           | 6:4, 3:6, 6:2           |
| 57. | 25. Juli 1982      | Washington D.C. (3)  | Sandplatz | Van Winitsky    | Hans Gildemeister Andrés Gómez     | 7:5, 7:6                |
| 58. | 1. August 1982     | South Orange (2)     | Sandplatz | Van Winitsky    | Jai DiLouie Blaine Willenborg      | 3:6, 6:4, 6:1           |
| 59. | 19. September 1982 | Sawgrass Doubles (2) | Sandplatz | Brian Gottfried | Mark Edmondson Kim Warwick         | w.o.                    |
| 60. | 27. Februar 1983   | La Quinta (2)        | Hartplatz | Brian Gottfried | Tian Viljoen Danie Visser          | 6:3, 6:3                |

#### Finalteilnahmen
| Nr. | Datum              | Turnier                     | Belag         | Partner         | Finalgegner                          | Ergebnis                |
| --- | ------------------ | --------------------------- | ------------- | --------------- | ------------------------------------ | ----------------------- |
| 1.  | 12. August 1973    | Cincinnati                  | Sand          | Brian Gottfried | John Alexander Phil Dent             | 6:1, 6:7, 6:7           |
| 2.  | 26. Mai 1974       | Hamburg                     | Sand          | Brian Gottfried | Jürgen Faßbender Hans-Jürgen Pohmann | 3:6, 3:6, 4:6           |
| 3.  | 21. Juli 1974      | Chicago                     | Teppich       | Brian Gottfried | Tom Gorman Marty Riessen             | 6:4, 3:6, 5:7           |
| 4.  | 22. September 1974 | Los Angeles                 | Hartplatz     | Brian Gottfried | Ross Case Geoff Masters              | 3:6, 2:6                |
| 5.  | 13. Oktober 1974   | Madrid                      | Sand          | Brian Gottfried | Patrice Dominguez Antonio Muñoz      | 1:6, 3:6                |
| 6.  | 27. Oktober 1974   | Teheran                     | Sand          | Brian Gottfried | Manuel Orantes Guillermo Vilas       | 6:7, 6:2, 2:6           |
| 7.  | 3. November 1974   | Paris                       | Hartplatz (i) | Brian Gottfried | Patrice Dominguez François Jauffret  | 5:7, 4:6                |
| 8.  | 16. November 1974  | London                      | Teppich (i)   | Brian Gottfried | Jimmy Connors Ilie Năstase           | 6:3, 6:7, 3:6           |
| 9.  | 16. März 1975      | São Paulo                   | Teppich (i)   | Brian Gottfried | Ross Case Geoff Masters              | 7:65, 6:75, 6:76        |
| 10. | 23. März 1975      | Caracas                     | Hartplatz     | Brian Gottfried | Ross Case Geoff Masters              | 5:7, 6:4, 2:6           |
| 11. | 27. Juli 1975      | Washington (1)              | Sand          | Brian Gottfried | Bob Lutz Stan Smith                  | 5:7, 6:2, 1:6           |
| 12. | 12. Oktober 1975   | Melbourne                   | Sand          | Brian Gottfried | Ross Case Geoff Masters              | 4:6, 0:6                |
| 13. | 13. Juni 1976      | French Open (1)             | Sand          | Brian Gottfried | Fred McNair Sherwood Stewart         | 6:7, 3:6, 1:6           |
| 14. | 31. Oktober 1976   | Wien (1)                    | Hartplatz (i) | Brian Gottfried | Bob Hewitt Frew McMillan             | 4:6, 0:4 Aufg.          |
| 15. | 12. Dezember 1976  | Masters (Houston)           | Teppich (i)   | Brian Gottfried | Fred McNair Sherwood Stewart         | 3:6, 7:5, 7:5, 4:6, 4:6 |
| 16. | 20. März 1977      | Washington                  | Teppich (i)   | Brian Gottfried | Bob Lutz Stan Smith                  | 3:6, 5:7                |
| 17. | 1. Mai 1977        | Las Vegas (1)               | Hartplatz     | Bob Hewitt      | Bob Lutz Stan Smith                  | 3:6, 6:3, 4:6           |
| 18. | 11. September 1977 | US Open                     | Sand          | Brian Gottfried | Bob Hewitt Frew McMillan             | 4:6, 0:6                |
| 19. | 9. Oktober 1977    | Maui                        | Hartplatz     | Brian Gottfried | Bob Lutz Stan Smith                  | 6:7, 4:6                |
| 20. | 13. November 1977  | Stockholm                   | Hartplatz (i) | Brian Gottfried | Wojciech Fibak Tom Okker             | 3:6, 3:6                |
| 21. | 20. November 1977  | Wembley                     | Teppich (i)   | Brian Gottfried | Sandy Mayer Frew McMillan            | 3:6, 6:7                |
| 22. | 26. November 1977  | Oviedo                      | Teppich (i)   | Jan Kodeš       | Fred McNair Sherwood Stewart         | 3:6, 1:6                |
| 23. | 5. Februar 1978    | Mexiko Stadt (1)            | Teppich (i)   | Marcelo Lara    | Gene Mayer Sashi Menon               | 3:6, 6:7                |
| 24. | 5. Februar 1978    | Mailand                     | Teppich (i)   | Wojciech Fibak  | Jose Higueras Victor Pecci           | 7:5, 6:7, 6:7           |
| 25. | 30. April 1978     | Las Vegas (2)               | Hartplatz     | Bob Hewitt      | Jaime Fillol Alvaro Fillol           | 3:6, 6:7                |
| 26. | 25. Juni 1978      | Queen’s Club                | Rasen         | Fred McNair     | Bob Hewitt Frew McMillan             | 2:6, 5:7                |
| 27. | 23. Juli 1978      | Washington                  | Sand          | Fred McNair     | Arthur Ashe Bob Hewitt               | 3:6, 4:6                |
| 28. | 24. September 1978 | Los Angeles                 | Teppich (i)   | Fred McNair     | John Alexander Phil Dent             | 3:6, 6:7                |
| 29. | 1. Oktober 1978    | Mexiko Stadt (2)            | Teppich (i)   | Fred McNair     | Anand Amritraj Vijay Amritraj        | 4:6, 5:7                |
| 30. | 29. April 1979     | Las Vegas (3)               | Hartplatz     | Adriano Panatta | Marty Riessen Sherwood Steward       | 6:3, 4:6, 6:77          |
| 31. | 7. Juli 1979       | Wimbledon Championships     | Rasen         | Brian Gottfried | Peter Fleming John McEnroe           | 6:4, 4:6, 2:6, 2:6      |
| 32. | 22. Juli 1979      | Washington (2)              | Sand          | Brian Gottfried | Marty Riessen Sherwood Stewart       | 6:2, 3:6, 4:6           |
| 33. | 29. April 1979     | Louisville                  | Hartplatz     | Vijay Amritraj  | Marty Riessen Sherwood Stewart       | 2:6, 6:1, 1:6           |
| 34. | 21. Oktober 1979   | Basel                       | Hartplatz (i) | Brian Gottfried | Bob Hewitt Frew McMillan             | 3:6, 4:6                |
| 35. | 28. Oktober 1979   | Wien (2)                    | Hartplatz (i) | Brian Gottfried | Bob Hewitt Frew McMillan             | 4:6, 3:6, 1:6           |
| 36. | 27. Januar 1980    | Philadelphia (1)            | Teppich (i)   | Brian Gottfried | Peter Fleming John McEnroe           | 3:6, 6:7                |
| 37. | 1. Juni 1980       | French Open (2)             | Sand          | Brian Gottfried | Victor Amaya Hank Pfister            | 6:1, 4:6, 4:6, 3:6      |
| 38. | 1. Februar 1981    | Philadelphia (2)            | Teppich (i)   | Brian Gottfried | Marty Riessen Sherwood Stewart       | 2:6, 2:6                |
| 39. | 8. Februar 1981    | Richmond                    | Teppich (i)   | Brian Gottfried | Tim Gullikson Bernard Mitton         | 6:3, 2:6, 3:6           |
| 40. | 8. Februar 1981    | Indianapolis                | Sand          | Van Winitsky    | Kevin Curren Steve Denton            | 3:6, 7:5, 5:7           |
| 41. | 8. Februar 1981    | Carlsbad                    | Hartplatz     | Bob Lutz        | Fritz Buehning Johan Kriek           | 6:3, 6:7, 3:6           |
| 42. | 9. Januar 1983     | WCT Doubles Finals (London) | Teppich (i)   | Brian Gottfried | Heinz Günthardt Balázs Taróczy       | 3:6, 5:7, 6:7           |